# Baurci, Căușeni
Baurci este un sat din cadrul comunei Chircăieștii Noi din Raionul Căușeni, Republica Moldova.

## Istoria localitații
Satul Baurci, situat într-o vâlcea de pe partea dreaptă a râului Ceaga, a fost întemeiat în primele decenii ale secolului XX de găgăuzii din satul Baurci din sudul Moldovei. La aceștia s-au adăugat și sătenii din zona satului Ceadâr-Lunga. Aceștia au și numit noua localitate cu numele Baurci. Satul a fost menționat documentar în anul 1924.
În perioada sovietică aici s-a aflat o brigadă a gospodăriei colective „Chircăiești” cu sediul în s. Chircăiești. În sat a fost deschisă o școală primară, grădiniță de copii, magazin.

## Geografie
Satul are o suprafață de circa 0.27 kilometri pătrați, cu un perimetru de 2.31 km. Distanța directă pîna în or. Căușeni este de 51 km. Distanța directă până în or. Chișinău este de 36 km.

## Demografie

### Structura etnică
Conform datelor recensământului populației din 2004, populația satului constituia 556 de oameni, dintre care 49.46% - bărbați și 50.54% - femei.:
| Grup etnic                    | Populație | % Procentaj |
| ----------------------------- | --------- | ----------- |
| Găgăuzi                       | 370       | 66,55%      |
| Băștinași declarați Moldoveni | 178       | 32,01%      |
| Ucraineni                     | 1         | 0,18%       |
| Ruși                          | 1         | 0,18%       |
| Țigani                        | 1         | 0,18%       |
| Alții                         | 5         | 0,90%       |
| Total                         | 556       |             |